# Irissarry
Irissarry – miejscowość i gmina we Francji, w regionie Nowa Akwitania, w departamencie Pireneje Atlantyckie.
Według danych na rok 1990 gminę zamieszkiwało 751 osób, a gęstość zaludnienia wynosiła 28 osób/km² (wśród 2290 gmin Akwitanii Irissarry plasuje się na 546. miejscu pod względem liczby ludności, natomiast pod względem powierzchni na miejscu 332.).